# Lokala vilostandarden
Inom astronomi så är den lokala vilostandarden eller LSR (local standard of rest) medelrörelsen av stjärnorna i Vintergatan närmast solen (stjärnor inom en radie av 100 parsec från solen).